# ازمیت
ازمیت (به ترکی: İzmit؛ به یونانی: Νικομήδεια، تلفظ: نیکومدیا؛ به ترکی عثمانی: ایزمیت) شهری است در ترکیه. این شهر مرکز استان قوجاایلی است.
شهر ازمیت در کنار خلیج ازمیت (خلیج باستانی آستاکوس) در دریای مرمره و در ۱۰۰ کیلومتری شرق استانبول واقع شده‌است. شهر ازمیت در سال ۲۰۰۹ جمعیتی برابر با ۲۹۳٬۳۳۹ نفر داشت. جمعیت استان قوجا ایلی ۱٬۴۲۲٬۷۵۲ نفر است و برخلاف دیگر استان‌های ترکیه جمعیت این استان در متون به‌طور کامل در منطقه کلان‌شهری ازمیت به حساب آمده‌است.
ازمیت از شهرهای مهم صنعتی ترکیه است و دارای پالایشگاه و کارخانه‌های بزرگ کاغذسازی و سیمان است. در زمین‌لرزه‌ای که در ۱۷ اوت ۱۹۹۹ رخ داد در حدود ۱۸ هزار نفر از مردم این شهر جان دادند.

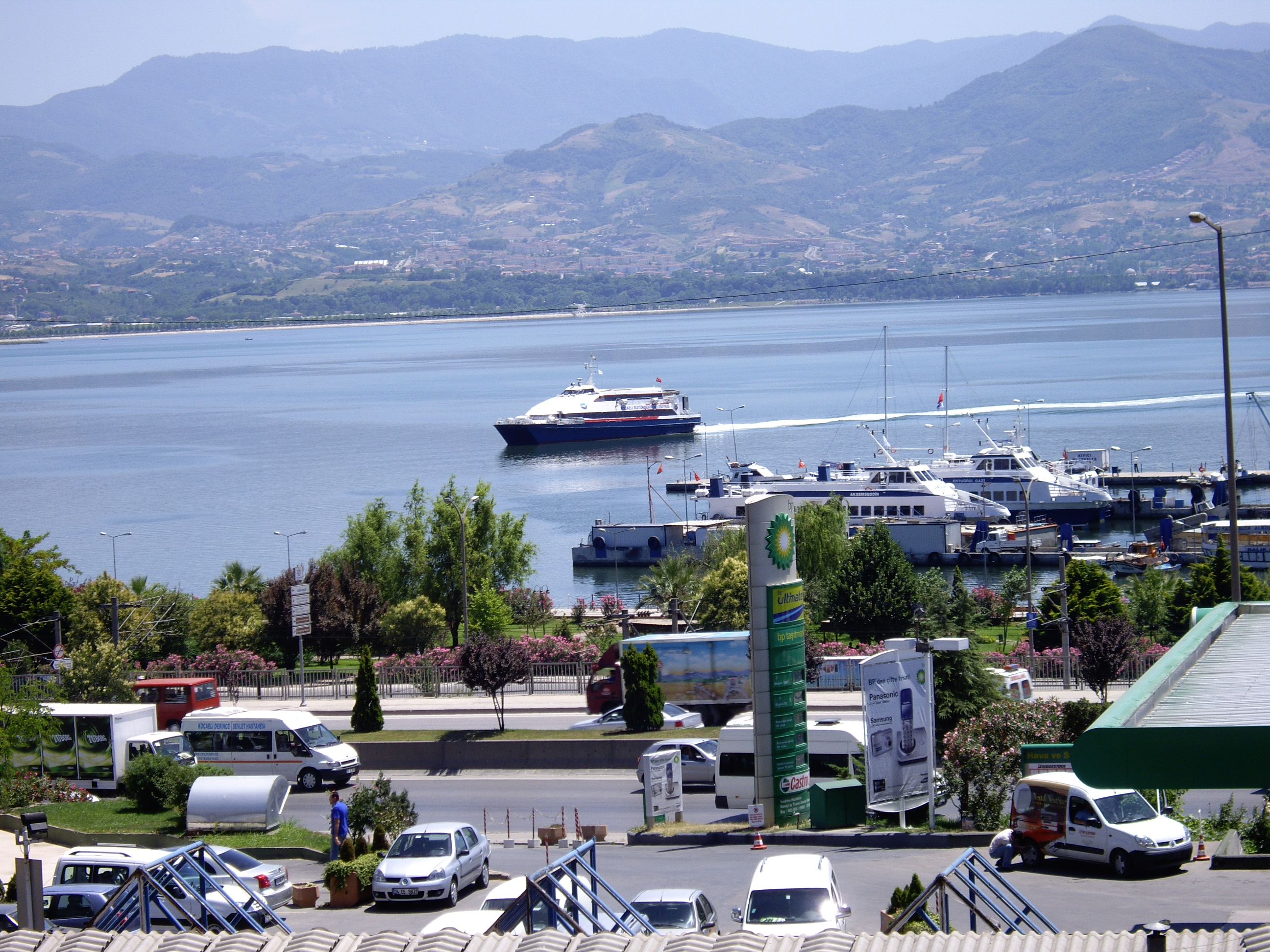

## پیشینه
ازمیت قدیم که نیکومدیا نام داشت در میان سال‌های ۲۸۶ تا ۳۲۴ میلادی خاوری‌ترین و مهم‌ترین شهر در امپراتوری روم بود.

## نگارخانه

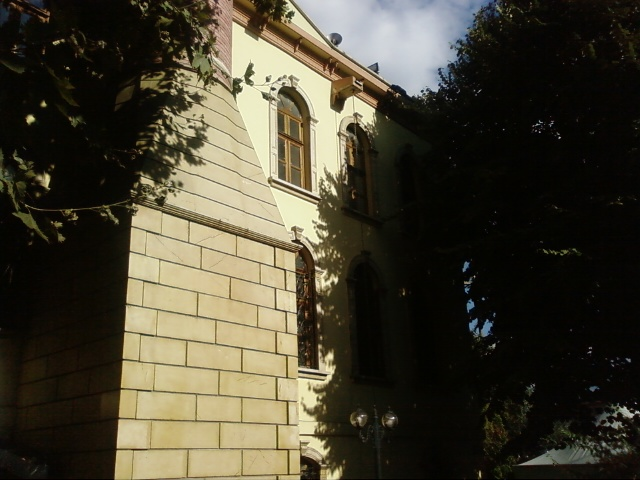
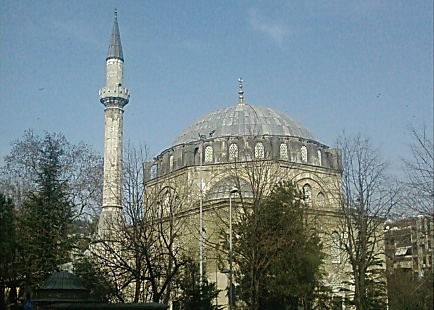